# Imnul Regal
Trăiască Regele (Viva il Re), conosciuto anche come Imnul regal (L'inno reale), è stato l'inno nazionale prima del Principato e poi del Regno di Romania dal 1866 al 1947, ed è oggi eseguito in presenza di membri della casa reale di Romania.

## Storia
Nel 1862 venne indetto un concorso per scegliere un inno nazionale per il Regno. Vinse il brano senza testo Marș triumfal și primirea steagului și a Măriei-Sale Prințul Domnitor, composto da Eduard Hübsch. Nel 1881, in occasione dell'incoronazione del Re Carlo I, il poeta Vasile Alecsandri scrisse il testo del Imnul regal român (L'inno reale rumeno) che venne eseguito per la prima volta in un'occasione ufficiale nel 1884

## Testo
Trăiască Regele
în pace și onor,
de țară iubitor
și-apărător de țară.
Fie Domn glorios,
fie peste noi;
fie-n veci norocos
în război, război.
O, Doamne Sfinte,
ceresc părinte,
susține cu a Ta mână
Coroana Română!
Trăiască Patria
cât soarele ceresc,
rai vesel pământesc
cu mare, falnic nume.
Fie-n veci el ferit
de nevoi, nevoi;
fie-n veci locuit
de eroi, eroi.
O, Doamne Sfinte,
ceresc Părinte,
întinde a Ta mână
pe Țara Română!
Viva il Re,
in pace e onore,
egli che ama il Paese
e lo difende.
Sia un glorioso signore,
lo sia sopra di noi;
sia sempre fortunato
in guerra, in guerra.
Oh, Signore Santo,
Padre celeste,
sostieni con la Tua mano
la Corona romena!
Viva la Patria,
quanto il sole nel cielo,
felice paradiso terrestre,
con un nome grande e glorioso.
Sia sempre al riparo
dal bisogno, bisogno;
sia sempre popolata
da eroi, eroi.
Oh, Signore Santo,
Padre celeste,
protendi la Tua mano
sulla Terra romena!